# Fouquières-lès-Lens
Fouquières-lès-Lens là một xã của tỉnh Pas-de-Calais, thuộc vùng Hauts-de-France, miền bắc nước Pháp.

## Dân số
| 1962                                                           | 1968 | 1975 | 1982 | 1990 | 1999 | 2004 |
| -------------------------------------------------------------- | ---- | ---- | ---- | ---- | ---- | ---- |
| 8928                                                           | 8801 | 7758 | 7550 | 7038 | 6898 | 6939 |
| Census count starting from 1962: Population without duplicates |      |      |      |      |      |      |